# Samuel Bodmer
Samuel Bodmer war ein Berner Geometer, geboren am 25. Dezember 1652 in Bern; gestorben am 3. Oktober 1724 in Oberburg. Er ist bekannt durch seine Arbeit an der Juragewässerkorrektion und am Kanderdurchstich.

## Biographie
Bodmer entstammt einer Zürcher Patrizierfamilie, seit 1614 in Bern eingebürgert. Die Familie besass unter anderem mehrere Mühlen. Deshalb wandte er sich zuerst den Bäckereiberufen zu. Um 1680 wechselte er zu einer militärischen Laufbahn der Artillerie in der Berner Armee, wo er den Rang eines Leutnants erlangte. Um 1700 wurde er zum Landvermesser des Landes Bern ernannt. Im folgenden Jahr vollendete er die geometrische Vermessung der Gemmistrasse und liess seine Arbeiten im dritten Band der Helvetiae historia naturalis von Johann Jakob Scheuchzer publizieren. Anschliessend verfasste er den Plan des Laufs Zihl und der Aare vom Bielersee bis Rüti mit Vorschlag eines Kanals bei Bürglen, der die wichtigsten Aspekte der Juragewässerkorrektion vorbereitet. Danach führte Bodmer im Aargau (1705) geodätische Erhebungen durch und erstellte dann eine ausführliche Übersicht über die Berner Grenzen (1706–1717), ergänzt um das March-Buch. Von 1712 bis 1714 leitete er den Kanderdurchstich. Infolge machte ihn die Thuner Bevölkerung für zahlreiche Hochwasserschäden verantwortlich. Nach Morddrohungen sah er sich 1717 gezwungen, sein Gut in Amsoldingen nahezu fluchtartig zu verlassen und das Lochbachbad bei Burgdorf zu erwerben. Erst zum 300-jährigen Jubiläum des Kanderdurchstichs wurde Bodmers Pioniertat mit der Errichtung eines Gedenksteins am Ende der Kanderschlucht gewürdigt.

## Werk
- March-Buch, 1705–1712. (Staatsarchiv Bern)
- Plan des Laufs Zihl und der Aare vom Bielersee bis Rüti mit Vorschlag eines Kanals bei Bürglen.
- Mappa Argovia Bernensis, 1706.[2]